# Pietro Mascagni
Pietro Mascagni (Livorno, 7. prosinca 1863. – Rim, 2. kolovoza 1945.), talijanski skladatelj.
Rođen je 1863. godine u Livornu, od Domenica i Emilie Reboa. Majka mu umire 1873. godine (u dobi od 32 godine). Pietro pohađa gimnaziju, ali želi postati skladatelj. Pohađa satove klavira i pjeva kao alt u Schola Cantorum-u u crkvi Sv. Benedikta. Godine 1882. ulazi u konzervatorij i postaje Puccinijev i Ponchielliev prijatelj. Ženi Argenidu Marcellinu Carbognani 1888. godine i 1889. dobiva sina Domenica. U svibnju iste godine sklada svoju najpoznatiju operu Cavalleria rusticana koja je 17. svibnja 1890. prikazana s uspjehom. Umire 1945. u Hotelu Plaza (Rim).
Napisao je 15 opera, jednu operetu i više djela komorne i vokalno-instrumentalne glazbe. Slavu mu je donijela prva opera Cavalleria rusticana ("Seosko viteštvo" ili "Seoska čast"), koja uvodi novi pravac u operi post-romantizma - verizam.